# The King’s Man: The Beginning
The King’s Man: The Beginning (Originaltitel: The King’s Man) ist ein britisch-US-amerikanischer Agentenfilm von Matthew Vaughn. Er ist ein Prequel zu beiden bisherigen Teilen der Kingsman-Filmreihe, die lose auf der von Dave Gibbons und Mark Millar gezeichneten gleichnamigen Comicreihe basiert. Der Film kam am 22. Dezember 2021 in die US-amerikanischen Kinos und am 6. Januar 2022 in die deutschen Kinos.

## Handlung
Zu Beginn stirbt Emily Oxford im Zweiten Burenkrieg, weil sie unabsichtlich in das Schussfeld eines Scharfschützen tritt. Ihr Mann Orlando, der Herzog von Oxford, verspricht seiner sterbenden Frau, den gemeinsamen Sohn Conrad vor allen Gefahren zu beschützen.
Eine kriminelle Organisation, der unter anderem auch Rasputin, Lenin, Erik Jan Hanussen und Mata Hari angehören, plant einen Anschlag, den das Mitglied Gavrilo Princip ausführen soll. Auf die Bitte von Lord Kitchener reist der Herzog von Oxford als Personenschutz von Ferdinand von Österreich mit Conrad nach Sarajevo und Conrad kann einen Anschlag mit einer Handgranate verhindern. Kurze Zeit später gelingt es Gavrilo Princip jedoch, den österreichischen Thronfolger in einem offenen Wagen zu erschießen. 
Die Ereignisse führen zum Ausbruch des Ersten Weltkriegs, in dem der Duke of Oxford für die Interessen Großbritanniens tätig wird. Er hat mit seinen Angestellten ein weltweites, aus Dienstpersonal bestehendes Netzwerk aufgebaut, um bedeutende Personen auszuspionieren. Zusammen mit seinem Sohn tötet er Rasputin, der Russland aus dem Krieg drängen will.
Sein Sohn Conrad meldet sich für die Front, soll aber nach einer Intervention des Königs zurück nach London beordert werden. Daraufhin tauschen er und ein anderer Soldat die Identitäten. Weil die Verwechslung auffliegt, wird er im hitzigen Gefecht für einen deutschen Spion gehalten und erschossen. Um den Krieg zu gewinnen, sollen insbesondere die Vereinigten Staaten zum Kriegseintritt auf Seiten der Entente gegen die Mittelmächte bewegt werden. Der Fall gestaltet sich als schwierig, da der US-Präsident Woodrow Wilson mit einem Film erpresst wird, der belegt, dass er von Mata Hari verführt wurde. Um die Aufnahme zu beschaffen, begibt sich der Herzog von Oxford zur amerikanischen Botschaft, wo er Mata Hari trifft. Über das Fabrikat ihres Kaschmirschals kann er den Anführer der kriminellen Organisation auffinden, der sich in einer Berghütte versteckt, die nur mit einem  mechanischen Aufzug erreicht werden kann. Der Herzog landet mit einem Fallschirm auf dem Berg und sichert sich die Kontrolle über den Aufzug. Doch nun will er nicht nur den Film sicherstellen, mit dem der amerikanische Präsident erpresst wurde, sondern auch die Person zur Verantwortung ziehen, die hinter allem steht. Es kommt zum Showdown in der Hütte, bei dem sich herausstellt, dass ein schottischer Nationalist und Adjutant Kitcheners das Haupt der terroristischen Gruppe ist.
Über die Angestellten des Weißen Hauses gelangt der Film in die Hände des Präsidenten,  der ihn in den Kamin wirft. Die USA treten in den Weltkrieg ein, was ein großer Erfolg für die Geheimorganisation ist.
In der Schlussszene gründet der Duke of Oxford offiziell die Kingsmen. Im Verlaufe des Abspannes stellt Hanussen in einer kurzen Szene seinem Mitverschwörer Lenin ein neues Mitglied der kriminellen Organisation vor, das sich als Adolf Hitler erweist.

## Produktion
Im Juni 2018 kündigte Matthew Vaughn ein Prequel zu den von ihm produzierten Filmen Kingsman: The Secret Service (2014) und Kingsman: The Golden Circle (2017) an. Er gab an, dass es in dem Film um die Gründung der fiktiven, geheimen Kingsman-Organisation zu Beginn des 20. Jahrhunderts gehen würde. Zunächst wurde der Film unter dem Arbeitstitel Kingsman: The Great Game angekündigt, bevor im Juni 2019 die Umbenennung in The King’s Man: The Beginning (englischer Originaltitel The King’s Man) erfolgte.
Die Dreharbeiten begannen am 22. Januar 2019 in Großbritannien. Im April 2019 wurden Szenen in Turin und Venaria Reale gedreht. Der ursprüngliche Kameramann des Films, Ben Davis, musste das Projekt in der Zwischenzeit aufgrund seiner Arbeiten an Eternals aufgeben.

## Synchronisation
Die deutsche Synchronfassung wurde bei der Interopa Film GmbH erstellt. Das Dialogbuch wurde von Manuel Straube geschrieben, der auch die Dialogregie führte.
| Rolle                               | Schauspieler         | Synchronsprecher     |
| ----------------------------------- | -------------------- | -------------------- |
| Orlando, Duke of Oxford             | Ralph Fiennes        | Udo Schenk           |
| Conrad Oxford                       | Harris Dickinson     | Henning Nöhren       |
| Pollyanna „Polly“ Wilkins           | Gemma Arterton       | Maria Koschny        |
| Captain Morton / The Shepherd       | Matthew Goode        | Norman Matt          |
| Grigori Rasputin                    | Rhys Ifans           | Thomas Nero Wolff    |
| Shola                               | Djimon Hounsou       | Tommy Morgenstern    |
| George V / Wilhelm II / Nikolaus II | Tom Hollander        | Axel Malzacher       |
| Erik Jan Hanussen                   | Daniel Brühl         | Daniel Brühl         |
| Emily Oxford                        | Alexandra Maria Lara | Alexandra Maria Lara |
| Archie Reid                         | Aaron Taylor-Johnson | Manuel Straube       |
| Botschafter Chester King            | Stanley Tucci        | Lutz Mackensy        |
| Captain Forrest                     | Neil Jackson         | Matthias Deutelmoser |
| Herbert Kitchener                   | Charles Dance        | Friedhelm Ptok       |
| Franz Ferdinand                     | Ron Cook             | Axel Lutter          |
| Woodrow Wilson                      | Ian Kelly            | Matthias Klie        |
| Vladimir Lenin                      | August Diehl         | August Diehl         |

## Marketing und Kinostart
Der erste Trailer zu The King’s Man: The Beginning wurde am 15. Juli 2019 veröffentlicht, der zweite am 28. September 2019 und der dritte, endgültige Trailer am 21. Juni 2020. Am 26. August 2021 wurde ein Red-Band-Trailer veröffentlicht.
Der Film sollte ursprünglich am 14. Februar 2020 erscheinen, wurde dann allerdings auf den 17. September 2020 verschoben. Grund dafür waren unter anderem die Nachdrehs bezüglich Gemma Artertons Rolle „Polly“ und möglicherweise auch anderer Rollen. Aufgrund der COVID-19-Pandemie musste er anschließend erneut mehrfach verschoben werden, bis er schließlich am 22. Dezember 2021 erschien.

## Rezeption und Kritik
Filmstarts bewertete The King’s Man als „völlig überladen“ und atmosphärisch „extrem uneinheitlich“. Wolfgang M. Schmitt bezeichnete den Film unter anderem wegen der handlungsbestimmenden Verschwörung als „reaktionär“ und „revisionistisch“. Dies verfälsche nicht nur über das akzeptable Maß eines Unterhaltungsfilms hinaus historische Tatsachen, sondern befördere auch klischeehafte Vereinfachungen geopolitischer Konflikte, was Auswirkungen auf die Empfänglichkeit für Verschwörungstheorien haben könnte. Die forcierte Identifikation der Zuschauer mit den autonom handelnden Protagonisten könnte zudem Misstrauen in Gemeinwesen und anarcholibertäre Haltungen fördern.
Nach Meinung von Elena Witzeck von der FAZ gibt der Film vor, das Bond-Genre zu parodieren. „Glänzende Schauspieler treten auf und ab, Daniel Brühl als Hochstapler Erik Jan Hanussen, der Einflüsterer Kaiser Wilhelms […], ein furioser Rhys Ifans als Rasputin […]. Motive und Genres rauschen vorbei: das Adelsmelodram, das Kriegsdrama, die Actionkomödie, die Parodie.“ Und die ganze Zeit schwinge eine Sehnsucht nach ironischer Brechung mit, nach einem ehrlichen Comic Relief bei allem Blödsinn, der einem hier nach achtmaliger pandemiebedingter Verschiebung vorgesetzt werde. „Doch am Ende bedarf es einer Selbstjustiz übenden Ziege, damit wir die ersehnte parodierende Haltung aufatmend zur Kenntnis nehmen“.
Das Lexikon des internationalen Films vergibt zwei von fünf Sternen und resümiert, dass der Film „wild in der Weltgeschichte [wüte], um doch nur konfektionierte Popcorngewalt zu präsentieren.“

## Fortsetzung
Im Oktober 2023 kündigte Matthew Vaughn eine direkte Fortsetzung mit dem Titel The King’s Man: The Traitor King an. Der Film soll dem Aufstieg Hitlers (gespielt von David Kross) in der alternativen Geschichte des Franchises folgen. Ralph Fiennes, Aaron Taylor-Johnson, Gemma Arterton und Djimon Hounsou werden ihre Rollen wiederholen.